# Rut Castillo
Rut Castillo es una gimnasta rítmica  individual mexicana quien fue campeona de los Juegos Centroamericanos y del Caribe en Mayagüez 2010 y Barranquilla 2018

## Trayectoria
La trayectoria deportiva de Rut Castillo se identifica por su participación en los siguientes eventos nacionales e internacionales:
Ha sido la primera en conseguir una plaza olímpica en la historia del país en gimnasia rítmica luego de su participación en el campeonato panamericano de la discliplina para Tokio 2020 a realizarse en julio de 2021 con retraso por la pandemia de coronavirus. 
Quedó ubicada en el primer sitio del all around del certamen panamericano de gimnasia rítmica realizado en Brasil 2021 con un puntaje de 91.500, dando así el histórico primer pase a las olimpiadas. 

### Juegos Centroamericanos y del Caribe
Fue reconocido su triunfo de ser la sexta deportista con el mayor número de medallas de la selección de  México 
en los juegos de Mayagüez 2010.

#### Mayagüez 2010
Su desempeño en la vigésima primera edición de los juegos, se identificó por ser la décima octava deportista con el mayor número de medallas entre todos los participantes del evento, con un total de 6 medallas:

- , Medalla de oro: Cinta
- , Medalla de oro: Equipos
- , Medalla de oro: Individual
- , Medalla de plata: Aro
- , Medalla de plata: Cuerda
- , Medalla de plata: Pelota

Veracruz 2014
- , Medalla de oro: Pelota
- , Medalla de oro:Aro
- , Medalla de plata: Cinta
- , Medalla de plata: Cuerda

Toronto, Canadá  2015
- séptimo lugar: All around
- 4.º lugar: Clavas
- 5.º lugar: Pelota
- 6.º lugar: Aro
- 6.º lugar: Cinta

Barranquilla, Colombia 2018
- , Medalla de oro: All Around
- , Medalla de oro: Clavas
- , Medalla de oro: Aro
- , Medalla de plata: Cinta

## Juegos Panamericanos

#### De Gimnasia Rítmica
- , Medalla de plata: Equipos

- , Medalla de bronce: Pelota

## Otras competencias
World Cup  Pesaro Italia 2014
- 24.º lugar: All Around

Torneo Nacional Ciudad de México 2014
- , Medalla de oro: All Around

Grand Prix Corbeil Essonness Francia 2015
- 10.º lugar: All Around

Universiada Mundial Taipéi Taiwán 
- 9.º lugar : All Around
- 6.º lugar: Aro
- 7.º lugar : Clavas

Campeonato Mundial de gimnasia rítmica Sofía Bulgaria 2018
- 28.º lugar: All Around

## Vida personal
Castillo es abiertamente lesbiana. Fue una de las atletas LGBTQ+ que representaron a México en los juegos olímpicos de 2020.